# Криза біженців рохінджа (2015)
Криза біженців рогінджа належить до масової міграції тисяч людей народу рогінджа з М'янми та Бангладеш в 2015 році, що її названо в міжнародних засобах інформації «людьми в човнах». Майже всі втікачі попрямували до країн Південно-Східної Азії, такі як Малайзія, Індонезія, Філіппіни та Таїланд, на хливких човнах через води Малаккської протоки та Андаманського моря.
За оцінками Управління Верховного комісара ООН у справах біженців, 25000 людей було переправлено торговцями людьми на човнах з січня по березень 2015 року. Згідно з заявою, під час переправи, приблизно 100 людей загинули в Індонезії, 200 в Малайзії і 10 в Таїланді, після того, як работорговці залишили їх в морі.
У жовтні 2015 року дослідники з Міжнародної ініціативи по боротьбі зі злочинністю Лондонського університету королеви Марії опублікували звіт, складений на основі розкритих державних документів, що свідчить про збільшення «ізоляції, випадкової різанини, обмежень на пересування» по відношенню до народу рогінжа. Дослідники припускають, що уряд М'янми є заключною ланкою організованого геноциду рогінджа, і закликають міжнародну спільноту виправити ситуацію як таку.

## Передумови

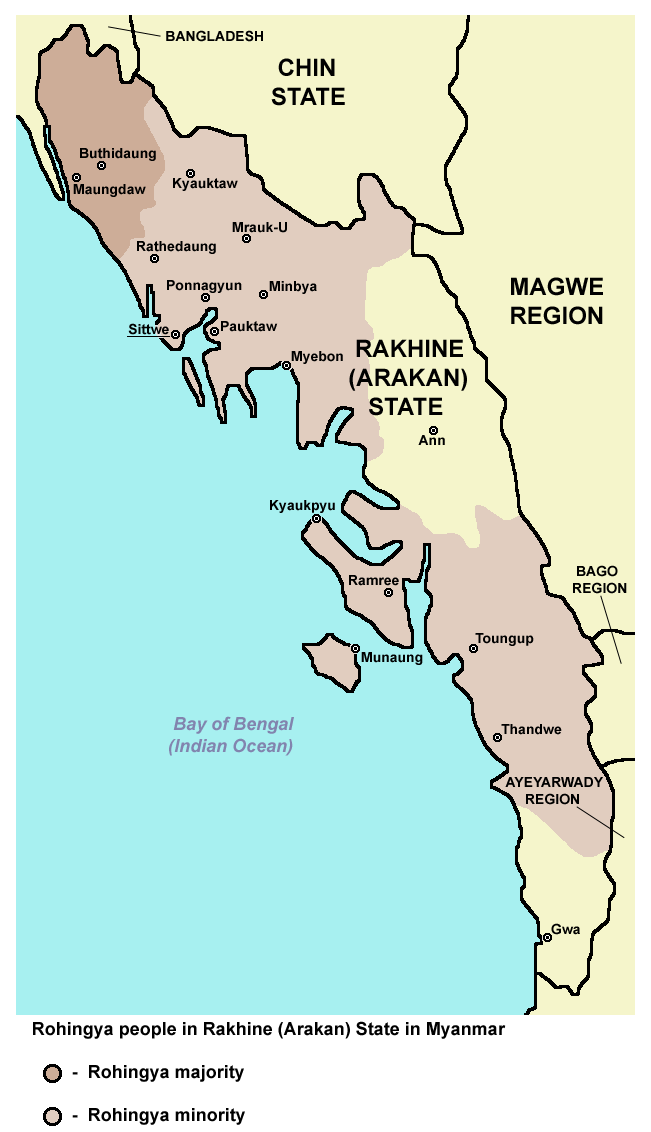
Рогінджа у штаті Ракгайн, темніший колір — рогінджя становлять більшість населення

Народ рогінджа — це мусульманська меншина, що проживає в штаті Ракхайн, раніше відомому як Аракан. Люди рогінджа вважаються «особами без громадянства», через те, що уряд М'янми відмовляється визнавати їх як одну з етнічних груп країни. З цієї причини, рогінджа не мають правового захисту від уряду М'янми. Вони вважаються просто біженцями з Бангладеш і стикаються з сильною ворожістю в країні: їх часто описують як найбільш переслідуваних людей в світі. Щоб уникнути важкої ситуації в М'янмі, рогінджа намагаються незаконно виїхати в країни Південно-Східної Азії, клопочучи про гуманітарну підтримку з боку потенційних приймаючих країн.
1 травня 2015 року біля 32 неглибоких могил було виявлено на віддаленій скелястій горі в Таїланді, в так званій «зоні очікування» для нелегальних мігрантів, де вони потайки переправлялися через кордон в Малайзію. За даними новинних агентств Таїланду, мігрант з Бангладеш був знайдений в могилі живим і потім відправлений на лікування в місцеву лікарню. Однак 22 травня 2015 року військово-морські сили М'янми врятували 208 мігрантів з моря. Після перевірки вони підтвердили, що приїхали з Бангладеш. У столиці націоналісти влаштували протести, закликаючи міжнародне співтовариство припинити звинувачувати М'янму в кризі рогінджа.
24 травня 2015 року малайзійська поліція виявила 139 підозрілих могил в декількох занедбаних таборах, які використовувалися торговцями людьми на кордоні з Таїландом. У них, як вважають, знаходяться тіла мусульман рогінджа, які втекли з М'янми.
Мусульмани рогінджа тікають з М'янми тисячами. Оскільки рогінджа вважаються незаконними бенгальськими іммігрантами і їм було відмовлено у визнанні їх релігії урядом М'янми, переважна частина населення Ракхайна відкидає назву «рогінджа» і переслідує цей народ. Закон про громадянство 1982 року відкидає цивільний статус мусульман рогінджа, незважаючи на те, що люди живуть там кілька поколінь. Рогінджа тікають з М'янми через обмеження і правила, встановлені урядом. Обмеження накладаються на «шлюб, планування сім'ї, працевлаштування, освіту, вибір віросповідання і свободу пересування». Така дискримінація пояснюється їхнім етнічним походженням. Населення М'янми змушене потерпати від надалі зростаючої бідності: більше 78 % сімей живуть за межею бідності. Це також послугувало тому, що напруженість між рогінджа і іншими релігійними групами вилилася в конфлікт. Насильство і заворушення почалися в 2012 році. Перший інцидент стався, коли група чоловіків рогінджа була звинувачена у зґвалтуванні і вбивстві буддійської жінки. Буддійські націоналісти відповіли вбивствами і підпалами будинків рогінджа. Люди з усього світу почали називати цю кризу і кровопролиття «кампанією етнічних чисток». Подібно до японців в Америці, представників рогінджа було розміщено в табори для інтернованих. На даний час в них все ще проживає більше 120000 осіб. Багато років рогінджа стикаються з дискримінацією та переслідуванням і продовжують тікати в інші країни в пошуках притулку. За даними ООН, У 2015 році більш ніж 40 представників народу рогінджа були вбиті в селі Ду Чи Яр Тан місцевими жителями. Серед знайдених озалишків були 10 відрубаних голів в резервуарі для води, в тому числі дітей. Люди рогінджа продовжують піддаватися релігійним переслідуванням і, на сьогоднішній день, як і раніше не мають жодних прав або громадянства на своїй батьківщині.

## Статистика

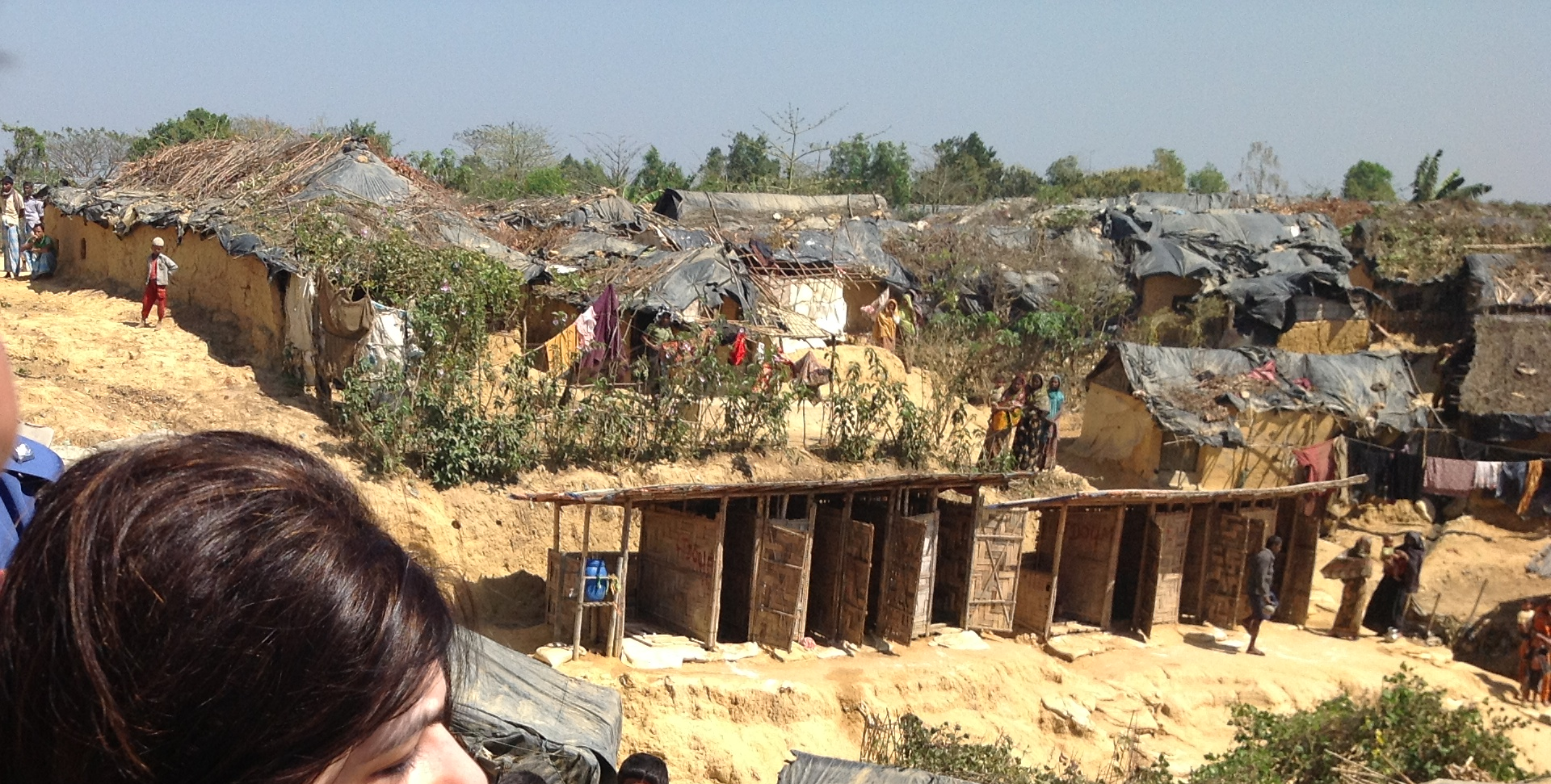
Табір біженців у зілі Коксс-Базар, 20 лютого 2013 року

Бангладеш є місцем проживання для 32 000 зареєстрованих біженців рогінджа, які переховуються у двох таборах в зілі Коксс-Базар. Агентство Франс Прес повідомило, що в травні 2015 года інші 200 000 незареєстрованих біженців рогінджа проживали в Бангладеш, більшість з них поряд з двома офіційними таборами.
За даними агентства Рейтер, більш ніж 140 000 з, за різними оцінками, від 800 000 до 1 000 000 рогінджа, були вимушені шукати притулку в таборах переміщення після безладів в Ракхайні в 2012 році. Щоб уникнути систематичного насилля та переслідувань в М'янмі, приблизно 100 000 осіб з того часу залишили табір.
В кінці травня 2015 року біля 3000-3500 біженців рогінджа, які вирушили з М'янми і Бангладеш в інші країни Південно-Східної Азії, були врятовані або допливли до берега, в той час як кілька тисяч, за припущеннями, виявилися в пастці на човнах, що пливуть морем, з обмеженою кількістю їжі і води.
Кількість біженців рогінджа в США значно зросла з 2014 року. У 2015 році кількість біженців з М'янми зросла від 650 до 2573. Інші 2173 біженці рохіджа прибули в 2016 році. Президент Обама зняв санкції, спочатку введені відносно М'янми, що дозволило США допомогти більшій кількості біженців. Міграція в Сполучені Штати з Азії різко зросла, після того, як в 1965 році був прийняті закон про імміграцію та громадянство. З цими двома актами була скасована квота для іммігрантів — і азіати, і араби знову могли приїжджати до США. Сьогодні найбільше число іммігрантів і біженців рогінджа в США можна знайти в Чикаго, штат Іллінойс.

## Реакція

### Малайзія
Спочатку, Малайзія відмовилася надавати будь-який притулок людям, які досягають її берегів, але погодилася «забезпечити харчами і відправити назад».
Пізніше, Малайзія та Індонезія погодилися надавати тимчасовий притулок народу рогінджа.

### Індонезія
Індонезія, одночасно з Малайзією, погодилася надати тимчасовий притулок рогінджа.
Міністр закордонних справ Австралії Джулі Бішоп заявила про те, що Індонезія вважає, що тільки 30-40 % з тих, хто був в море, — рогінджа, а решта, в основному, були «нелегальними робочими» з Бангладеш

### Таїланд
Таїланд заявив, що надасть гуманітарну допомогу і не буде відсилати назад човни, які виявлять бажання увійти в його територіальні води.

### Філіппіни
Уряд Філіппін висловив намір надати притулок для 3000 «людей в човнах» з М'янми і Бангладеш. Будучи учасником Конвенції 1951 року про статус біженців, країна дотримується норм міжнародного права і збирається надавати допомогу біженцям. Палац Малакаланг також зазначив в заяві, що цей крок є наступним після надання притулку та допомоги в'єтнамцям в човнах, які втекли з В'єтнаму в другій половині 1970х років.

### Гамбія
Уряд Гамбії також висловило свою стурбованість і бажання прийняти людей в човнах, заявивши, що «священний обов'язок — допомагати пом'якшувати невимовні труднощі і страждання, з якими стикаються люди».

### Бангладеш
Прем'єр-міністр Бангладеш Шейх Хасина назвала мігрантів своєї країни «психічно хворими» і сказала, що вони могли б жити кращим життям в Бангладеш, одночасно поскаржившись, що вони дискредитують Бангладеш своєю втечею.
Незабаром після цього, уряд Бангладеш оголосив про плани по переселенню 32000 зареєстрованих біженців рогінджа, які провели кілька років в таборах поруч з кордоном з М'янмою (200 000 інших незареєстрованих біженців офіційно не входили в урядовий план переселення). Як повідомляється, спочатку, острів Тенгара Чар, в 18 милях на схід від острова Хатія, був обраний для переселення. В наступній доповіді було зазначено, що на острові Гатія відведено 200 гектарів землі, в дев'яти годинах їзди від таборів по суші і морю від таборів.
Могаммед Іслам, лідер рогінджа, що живе в одному з таборів, попросив уряд Бангладеш переглянути своє рішення, пославшись на величезні страждання, які вже пережили переміщені рогінджа, і наполягав на тому, щоб уряд і міжнародні організації вирішили майбутнє рогінджа, поки вони залишаються в теперішнях таборах. Агентство ООН у справах біженців, яке допомагає табірним біженцям з 1991 року, заявило, що таке переміщення повинно бути добровільним, в разі, якщо воно буде успішним.

### Сполучені Штати Америки
Державний департамент США висловив намір прийняти біженців рогінджа в рамках міжнародних зусиль.
Потім, 2 червня 2015 року, президент США Барак Обама закликав М'янму припинити дискримінацію меншості рогінджа.
З 2002 року США прийняли 13000 біженців з М'янми. Чикаго має одну з найбільших громад рогінджа в Сполучених Штатах. Біженці знайшли притулок в Чикаго, але їм все ще доводиться стикатися з важким життям. Іммігранти-діти, залишені без нагляду батьків, швидко стають членами банд Чикаго. Місто, як відомо, також є «столицею» країни за кількістю вбивств.